# Biathlon na Zimowych Igrzyskach Olimpijskich 2006 – sprint kobiet
Biathlonowy sprint kobiet na Zimowych Igrzyskach Olimpijskich 2006 odbył się 16 lutego w Cesana San Sicario. Była to druga konkurencja kobiet podczas igrzysk. Do biegu zostały zgłoszone 84 zawodniczki z 28 krajów, jedna z nich nie przystąpiła do biegu.
Złoty medal zdobyła reprezentantka Francji Florence Baverel-Robert. Francuzka nie popełniła żadnego błędu na strzelnicy. Srebrny medal przypadł Szwedce Annie Carin Olofsson, która musiała pokonać dodatkowe 150 metrów (1 karna runda). Brązowy medal wywalczyła bezbłędna na strzelnicy reprezentantka Ukrainy Lilija Jefremowa.

## Tło
Bieg sprinterski kobiet na Zimowych Igrzyskach Olimpijskich 2006 w Turynie był siódmą tego rodzaju konkurencją w sezonie 2005/2006. Zawodniczki wcześniej rywalizowały podczas wszystkich zawodów pucharowych. Miało to miejsce w szwedzkim Östersund, austriackim Hochfilzen, słowackim Breznie, niemieckim Oberhofie i Ruhpolding oraz we włoskiej miejscowości Rasen-Antholz. Zwyciężczynią pierwszych zawodów była Niemka Uschi Disl, która wyprzedziła Słowenkę Tadeję Brankovič i Katrin Apel. Kolejne zawody padły łupem Niemki Kati Wilhelm. Drugie miejsce przypadło Rosjance Swietłanie Iszmuratowej, a trzecie miejsce zajęła zwyciężczyni poprzedniego biegu Uschi Disl. Kolejne zawody odbywały się Brezno-Osrblie, a tam triumfowała Szwedka Anna Carin Olofsson. Na kolejnych miejscach uplasowały się kolejno: Kati Wilhelm i Ukrainka Lilija Jefremowa. Trzy tygodnie później w niemieckim Oberhofie, wygrała reprezentantka gospodarzy Kati Wilhelm przed Anną Carin Olofsson. Po nich na metę dotarła Norweżka Linda Tjørhom. W kolnym biegu triumfowała Francuzka Sandrine Bailly. Tuż za nią do mety przybyła Kati Wilhelm. Trzecie miejsce przypadło Rosjance Swietłanie Iszmuratowej. Podczas ostatnich zawodów na najwyższym stopniu podium stanęła po raz kolejny Kati Wilhelm. Drugie miejsce wywalczyła Sandrine Bailly. Podium uzupełniła Rosjanka Albina Achatowa.

Tytuł podczas Zimowych Igrzysk Olimpijskich 2002 wywalczyła Kati Wilhelm. Srebrny medal z Salt Lake City przywiozła Uschi Disl, zaś brązowy Szwedka Magdalena Forsberg, która po tych igrzyskach zakończyła karierę sportową. Podczas zawodów olimpijskich aktualną Mistrzynią Świata była Uschi Disl. Z Hochfilzen srebrny medal przywiozła Rosjanka Olga Zajcewa. Trzecie miejsce zajęła Białorusinka Ołena Zubryłowa.
| data                                                          | miejscowość                               | zwyciężczyni                              | zwyciężczyni                              | druga                                     | druga                                     | trzecia                                   | trzecia                                   | źródło                                    |
| data                                                          | miejscowość                               | czas                                      | strzelanie                                | czas                                      | strzelanie                                | czas                                      | strzelanie                                | źródło                                    |
| Wyniki biegu masowego w sezonie 2005/2006                     | Wyniki biegu masowego w sezonie 2005/2006 | Wyniki biegu masowego w sezonie 2005/2006 | Wyniki biegu masowego w sezonie 2005/2006 | Wyniki biegu masowego w sezonie 2005/2006 | Wyniki biegu masowego w sezonie 2005/2006 | Wyniki biegu masowego w sezonie 2005/2006 | Wyniki biegu masowego w sezonie 2005/2006 | Wyniki biegu masowego w sezonie 2005/2006 |
| ------------------------------------------------------------- | ----------------------------------------- | ----------------------------------------- | ----------------------------------------- | ----------------------------------------- | ----------------------------------------- | ----------------------------------------- | ----------------------------------------- | ----------------------------------------- |
| 26 listopada                                                  | Östersund                                 | Uschi Disl                                | Uschi Disl                                | Tadeja Brankovič                          | Tadeja Brankovič                          | Katrin Apel                               | Katrin Apel                               | [ 1 ]                                     |
| 26 listopada                                                  | Östersund                                 | 22:00,1                                   | 0+0                                       | 22:06,9                                   | 0+0                                       | 22:13,3                                   | 0+0                                       | [ 1 ]                                     |
| 9 grudnia                                                     | Hochfilzen                                | Kati Wilhelm                              | Kati Wilhelm                              | Swietłana Iszmuratowa                     | Swietłana Iszmuratowa                     | Uschi Disl                                | Uschi Disl                                | [ 2 ]                                     |
| 9 grudnia                                                     | Hochfilzen                                | 22:30,3                                   | 0+0                                       | 22:56,4                                   | 0+0                                       | 22:57,8                                   | 0+1                                       | [ 2 ]                                     |
| 17 grudnia                                                    | Brezno-Osrblie                            | Anna Carin Olofsson                       | Anna Carin Olofsson                       | Kati Wilhelm                              | Kati Wilhelm                              | Lilija Jefremowa                          | Lilija Jefremowa                          | [ 3 ]                                     |
| 17 grudnia                                                    | Brezno-Osrblie                            | 22:11,5                                   | 0+0                                       | 23:05,0                                   | 0+1                                       | 23:21,8                                   | 0+1                                       | [ 3 ]                                     |
| 7 stycznia                                                    | Oberhof                                   | Kati Wilhelm                              | Kati Wilhelm                              | Anna Carin Olofsson                       | Anna Carin Olofsson                       | Linda Tjørhom                             | Linda Tjørhom                             | [ 4 ]                                     |
| 7 stycznia                                                    | Oberhof                                   | 23:45,9                                   | 1+0                                       | 23:51,8                                   | 0+0                                       | 24:40,6                                   | 0+0                                       | [ 4 ]                                     |
| 13 stycznia                                                   | Ruhpolding                                | Sandrine Bailly                           | Sandrine Bailly                           | Kati Wilhelm                              | Kati Wilhelm                              | Swietłana Iszmuratowa                     | Swietłana Iszmuratowa                     | [ 5 ]                                     |
| 13 stycznia                                                   | Ruhpolding                                | 24:57,6                                   | 0+1                                       | 24:59,0                                   | 1+0                                       | 25:21,2                                   | 0+0                                       | [ 5 ]                                     |
| 19 stycznia                                                   | Anterselva                                | Kati Wilhelm                              | Kati Wilhelm                              | Sandrine Bailly                           | Sandrine Bailly                           | Albina Achatowa                           | Albina Achatowa                           | [ 6 ]                                     |
| 19 stycznia                                                   | Anterselva                                | 21:45,0                                   | 0+0                                       | 21:47,8                                   | 0+0                                       | 22:10,4                                   | 0+0                                       | [ 6 ]                                     |
| Wyniki biegu sprinterskiego na mistrzostwach świata w 2005    |                                           |                                           |                                           |                                           |                                           |                                           |                                           |                                           |
| 5 marca                                                       | Hochfilzen                                | Uschi Disl                                | Uschi Disl                                | Olga Zajcewa                              | Olga Zajcewa                              | Ołena Zubryłowa                           | Ołena Zubryłowa                           | [ 9 ]                                     |
| 5 marca                                                       | Hochfilzen                                | 21:58,6                                   | 0+0                                       | 22:02,1                                   | 0+0                                       | 25:25,2                                   | 0+0                                       | [ 9 ]                                     |
| Wyniki biegu sprinterskiego na igrzyskach olimpijskich w 2002 |                                           |                                           |                                           |                                           |                                           |                                           |                                           |                                           |
| 13 lutego                                                     | Salt Lake City/Soldier Hollow             | Kati Wilhelm                              | Kati Wilhelm                              | Uschi Disl                                | Uschi Disl                                | Magdalena Forsberg                        | Magdalena Forsberg                        | [ 8 ]                                     |
| 13 lutego                                                     | Salt Lake City/Soldier Hollow             | 20:41,4                                   | 0+0                                       | 20:57,0                                   | 0+1                                       | 21:20,4                                   | 1+0                                       | [ 8 ]                                     |

## Przebieg rywalizacji
Opracowano na podstawie materiału źródłowego:
Bieg sprinterski kobiet na Zimowych Igrzyskach Olimpijskich 2006 rozpoczął się 16 lutego o godzinie 12:00 czasu środkowoeuropejskiego, a zakończył o 13:09. Do zawodów przystąpiły 83 zawodniczki (z 84 zgłoszonych). Każda zawodniczka musiała przebiec 7,5 km, na które składały się trzy dwuipółkilometrowe okrążenia. Po pierwszej rundzie odbywało się strzelanie w pozycji leżącej, zaś po drugim okrążeniu strzelanie w pozycji stojącej. Po każdym nietrafionym strzale zawodniczka musiała pokonać dodatkowe 150 metrów.

### Pierwsze okrążenie
Liderką po pierwszym strzelaniu była Francuzka Florence Baverel-Robert. Reprezentantka trójkolorowych oddała pięć celnych strzałów i z czasem 7 minut 58,3 sekundy wyprzedzała o 0,5 sekundy Rosjankę Albinę Achatową. Tuż za nimi znajdowała się Ukrainka Lilija Jefremowa. Łącznie 43 zawodniczki strzelały bezbłędnie. Najgorzej strzelanie wykonały Amerykanka Sarah Konrad oraz Białorusinka Jekatierina Iwanowa, które oddały tylko jeden celny strzał.
Pierwsze dwadzieścia zawodniczek po pierwszym strzelaniu:
| Lp. | Zawodniczka             | Reprezentacja | Czas (min) | Strata  | Liczba rund karnych |
| --- | ----------------------- | ------------- | ---------- | ------- | ------------------- |
| 1.  | Florence Baverel-Robert | Francja       | 7:58,3     |         | 0                   |
| 2.  | Albina Achatowa         | Rosja         | 7:58,8     | +0,5 s  | 0                   |
| 3.  | Lilija Jefremowa        | Ukraina       | 8:01,7     | +3,4 s  | 0                   |
| 4.  | Olga Zajcewa            | Rosja         | 8:02,2     | +3,9 s  | 0                   |
| 5.  | Swietłana Iszmuratowa   | Rosja         | 8:06,8     | +8,5 s  | 0                   |
| 6.  | Ołena Zubryłowa         | Białoruś      | 8:07,2     | +8,9 s  | 0                   |
| 7.  | Delphyne Peretto        | Francja       | 8:09,0     | +10,7 s | 0                   |
| 7.  | Magdalena Gwizdoń       | Polska        | 8:09,0     | +10,7 s | 0                   |
| 9.  | Liv Grete Poirée        | Norwegia      | 8:12,0     | +13,7 s | 1                   |
| 10. | Linda Tjørhom           | Norwegia      | 8:12,2     | +13,9 s | 0                   |
| 11. | Hou Yuxia               | Chiny         | 8:12,3     | +14,0 s | 0                   |
| 12. | Kati Wilhelm            | Niemcy        | 8:13,2     | +14,9 s | 0                   |
| 13. | Olga Nazarowa           | Białoruś      | 8:14,5     | +16,2 s | 0                   |
| 14. | Diana Rasimovičiūtė     | Litwa         | 8:18,4     | +20,1 s | 0                   |
| 15. | Michela Ponza           | Włochy        | 8:18,7     | +20,4 s | 0                   |
| 16. | Sandrine Bailly         | Francja       | 8:19,9     | +21,6 s | 1                   |
| 17. | Kong Yingchao           | Chiny         | 8:20,4     | +22,1 s | 0                   |
| 18. | Martina Glagow          | Niemcy        | 8:20,9     | +22,6 s | 0                   |
| 19. | Ludmiła Anańka          | Białoruś      | 8:21,7     | +23,4 s | 0                   |
| 20. | Ekaterina Dafowska      | Bułgaria      | 8:22,7     | +24,4 s | 0                   |

### Drugie okrążenie
Drugie strzelanie odbywało się w pozycji stojącej. Na strzelnicę pierwsza przybiegła Albina Achatowa. Rosjanka oddała 5 celnych strzałów i to ona pierwsza zameldowała się na punkcie pomiaru czasu. Tuż za nią z bezbłędnym strzelaniem wybiegły Francuzka Florence Baverel-Robert (4,8 sekundy straty) oraz Ukrainka Lilija Jefremowa (6,6 sekundy straty). Na tym strzelaniu 28 zawodniczek oddało wszystkie celne strzały. Łącznie już tylko 13 biathlonistek strzelało bezbłędnie (podczas obydwu strzelań).
Pierwsze dwadzieścia zawodniczek po drugim strzelaniu:
| Lp. | Zawodniczka             | Reprezentacja | Czas (min) | Strata       | Liczba rund karnych |
| --- | ----------------------- | ------------- | ---------- | ------------ | ------------------- |
| 1.  | Albina Achatowa         | Rosja         | 15:44,2    |              | 0+0                 |
| 2.  | Florence Baverel-Robert | Francja       | 15:49,0    | +4,8 s       | 0+0                 |
| 3.  | Lilija Jefremowa        | Ukraina       | 15:50,8    | +6,6 s       | 0+0                 |
| 4.  | Ołena Zubryłowa         | Białoruś      | 15:55,3    | +11,1 s      | 0+0                 |
| 5.  | Olga Zajcewa            | Rosja         | 15:59,2    | +15,0 s      | 0+0                 |
| 6.  | Anna Carin Olofsson     | Szwecja       | 16:05,1    | +20,9 s      | 1+0                 |
| 7.  | Olga Nazarowa           | Białoruś      | 16:08,1    | +23,9 s      | 0+0                 |
| 8.  | Kati Wilhelm            | Niemcy        | 16:19,1    | +34,9 s      | 0+1                 |
| 9.  | Sandrine Bailly         | Francja       | 16:19,4    | +35,2 s      | 1+1                 |
| 10. | Delphyne Peretto        | Francja       | 16:21,9    | +37,7 s      | 0+0                 |
| 11. | Swietłana Iszmuratowa   | Rosja         | 16:22,4    | +38,2 s      | 0+1                 |
| 12. | Liv Grete Poirée        | Norwegia      | 16:24,5    | +40,3 s      | 1+1                 |
| 13. | Michela Ponza           | Włochy        | 16:35,2    | +51,0 s      | 0+1                 |
| 14. | Teja Gregorin           | Słowenia      | 16:36,5    | +52,3 s      | 0+0                 |
| 15. | Martina Halinárová      | Słowacja      | 16:38,2    | +54,0 s      | 0+0                 |
| 16. | Linda Tjørhom           | Norwegia      | 16:40,4    | +56,2 s      | 0+1                 |
| 17. | Diana Rasimovičiūtė     | Litwa         | 16:45,5    | +1 min 1,3 s | 0+1                 |
| 18. | Magdalena Gwizdoń       | Polska        | 16:46,6    | +1 min 2,4 s | 0+1                 |
| 19. | Liu Xianying            | Chiny         | 16:50,1    | +1 min 5,9 s | 1+0                 |
| 20. | Lenka Faltusová         | Czechy        | 16:52,1    | +1 min 7,9 s | 0+0                 |

### Trzecie okrążenie
Po ostatnim strzelaniu zawodniczki dzieliły niewielkie różnice czasowe. Do mety pierwsza dobiegła Florence Baverel-Robert zdobywając złoto olimpijskie. Francuzka wyprzedziła Szwedkę Annę Carin Olofsson i Ukrainkę  Liliję Jefremową. Pierwsza po wybiegnięciu ze strzelnicy Albina Achatowa, została wyprzedzona przez trzy rywalki i ostatecznie zajęła czwarte miejsce. Na kolejnych lokatach uplasowały się Ołena Zubryłowa, Sandrine Bailly i Kati Wilhelm. Mistrzyni świata w tej konkurencji Uschi Disl ukończyła bieg na trzydziestym czwartym miejscu. Najlepszy czas biegu, po odjęciu czasu na strzelnicy oraz sekund potrzebnych do przebiegnięcia karnych rund, miała Francuzka Sandrine Bailly.

### Dodatkowe informacje
Podczas pierwszej wizyty na strzelnicy najszybciej strzelanie oddała Liv Grete Poirée, strzelając w czasie 27 sekund, oddając przy tym jeden niecelny strzał. Z uwzględnieniem wbiegu na strzelnicę, samego strzelania, wygiegu oraz pokonania ewentualnej rundy karnej, najlepszy czas miała Lilija Jefremowa, która na wykonanie tych czynności potrzebowała 58,6 sekundy. Druga strzelanie najszybciej wykonały Diana Rasimovičiūtė oraz Tora Berger, które oddały pięć strzałów popełniając przy tym jeden błąd, w czasie 25 sekund. Najszybciej wszystkie czynności wymagające dobiegnięcia, strzelania, wybiegnięcia ze stanowiska oraz pokonania ewentualnej rundy karnej w czasie 55,3 sekundy wykonała Gro Marit Istad-Kristiansen. Sumując czas obu strzelań najszybsze okazały się Diana Rasimovičiūtė (1 pudło), Katrin Apel oraz Ekaterina Dafowska (2 pudła) które na obydwa strzelania potrzebowały 56 sekund. Najmniej czasu podczas pobytu na strzelnicy straciła Lenka Faltusová, która wszystkie czynności wykonała w czasie 1 minuty i 58,4 sekundy.
Najlepszą biegaczką zawodów okazała się Sandrine Bailly, która najszybciej pokonywała każde okrążenie, uzyskując 24,7 sekundy przewagi nad Anną Carin Olofsson. Z reprezentantek Polski najlepiej biegowo zaprezentowała się Magdalena Gwizdoń, zajmując 24. miejsce i tracąc do Francuzki 1 minutę i 30,2 sekundy.
Pierwsze okrążenie
| Lp. | 1. strzelanie                                     | 1. pobyt na strzelnicy      | Czas biegu                      |
| --- | ------------------------------------------------- | --------------------------- | ------------------------------- |
| 1.  | Liv Grete Poirée (27 s)                           | Lilija Jefremowa (58,6 s)   | Sandrine Bailly (6 min 45,5 s)  |
| 2.  | Ekaterina Dafowska (28 s)                         | Ekaterina Dafowska (59,3 s) | Liv Grete Poirée (6 min 47,4 s) |
| 3.  | Lenka Faltusová Linda Tjørhom Radka Popowa (29 s) | Radka Popowa (59,4 s)       | Albina Achatowa (6 min 53,7 s)  |

Drugie okrążenie
| Lp. | 1. strzelanie                          | 1. pobyt na strzelnicy               | Czas biegu                         |
| --- | -------------------------------------- | ------------------------------------ | ---------------------------------- |
| 1.  | Diana Rasimovičiūtė Tora Berger (25 s) | Gro Marit Istad-Kristiansen (55,3 s) | Sandrine Bailly (6 min 34,7 s)     |
| 2.  |                                        | Ołena Zubryłowa (57,4 s)             | Anna Carin Olofsson (6 min 36,5 s) |
| 3.  | Katrin Apel Saskia Santer (26 s)       | Madara Līduma Linda Savļaka (57,8 s) | Kati Wilhelm (6 min 38,0 s)        |

Trzecie okrążenie
| Lp. | Czas biegu                         |
| --- | ---------------------------------- |
| 1.  | Sandrine Bailly (6 min 23,6 s)     |
| 2.  | Liu Xianying (6 min 27,4 s)        |
| 3.  | Anna Carin Olofsson (6 min 28,7 s) |

Cały bieg
| Lp. | Strzelania                                                | Pobyt na strzelnicy            | Czas biegu                         |
| --- | --------------------------------------------------------- | ------------------------------ | ---------------------------------- |
| 1.  | Diana Rasimovičiūtė Katrin Apel Ekaterina Dafowska (56 s) | Lenka Faltusová (1 min 58,4 s) | Sandrine Bailly (19 min 43,8 s)    |
| 2.  |                                                           | Olga Zajcewa (1 min 58,5 s)    | Anna Carin Olofsson (20 min 4,5 s) |
| 3.  |                                                           | Ołena Zubryłowa (1 min 59,8 s) | Kati Wilhelm (20 min 12,8 s)       |

## Wyniki końcowe
Opracowano na podstawie materiału źródłowego:
| Pozycja | Bib | Zawodniczka                 | Reprezentacja        | Strzelanie | Czas    | Strata   |
| ------- | --- | --------------------------- | -------------------- | ---------- | ------- | -------- |
| 01 !    | 46  | Florence Baverel-Robert     | Francja              | 0 (0+0)    | 22:31,4 | —        |
| 02 !    | 38  | Anna Carin Olofsson         | Szwecja              | 1 (1+0)    | 22:33,8 | +2,4     |
| 03 !    | 62  | Lilija Jefremowa            | Ukraina              | 0 (0+0)    | 22:38,0 | +6,6     |
| 4.      | 56  | Albina Achatowa             | Rosja                | 0 (0+0)    | 22:40,2 | +8,8     |
| 5.      | 57  | Ołena Zubryłowa             | Białoruś             | 0 (0+0)    | 22:40,5 | +9,1     |
| 6.      | 45  | Sandrine Bailly             | Francja              | 2 (1+1)    | 22:43,0 | +11,6    |
| 7.      | 27  | Kati Wilhelm                | Niemcy               | 1 (0+1)    | 22:49,8 | +18,4    |
| 8.      | 43  | Olga Nazarowa               | Białoruś             | 0 (0+0)    | 22:53,2 | +21,8    |
| 9.      | 64  | Olga Zajcewa                | Rosja                | 0 (0+0)    | 23:05,8 | +34,4    |
| 10.     | 44  | Swietłana Iszmuratowa       | Rosja                | 1 (0+1)    | 23:10,3 | +38,9    |
| 11.     | 31  | Liu Xianying                | Chiny                | 1 (1+0)    | 23:17,5 | +46,1    |
| 12.     | 69  | Liv Grete Poirée            | Norwegia             | 2 (1+1)    | 23:20,0 | +48,6    |
| 13.     | 42  | Michela Ponza               | Włochy               | 1 (0+1)    | 23:27,2 | +55,8    |
| 14.     | 48  | Delphyne Peretto            | Francja              | 0 (0+0)    | 23:31,2 | +59,8    |
| 14.     | 59  | Teja Gregorin               | Słowenia             | 0 (0+0)    | 23:31,2 | +59,8    |
| 16.     | 28  | Martina Halinárová          | Słowacja             | 0 (0+0)    | 23:32,8 | +1:01,4  |
| 17.     | 25  | Martina Glagow              | Niemcy               | 1 (0+1)    | 23:35,9 | +1:04,5  |
| 18.     | 60  | Diana Rasimovičiūtė         | Litwa                | 1 (0+1)    | 23:48,1 | +1:16,7  |
| 19.     | 63  | Linda Tjørhom               | Norwegia             | 1 (0+1)    | 23:48,5 | +1:17,1  |
| 20.     | 41  | Magdalena Gwizdoń           | Polska               | 1 (0+1)    | 23:54,7 | +1:23,3  |
| 21.     | 79  | Sun Ribo                    | Chiny                | 2 (1+1)    | 23:57,6 | +1:26,2  |
| 22.     | 14  | Katrin Apel                 | Niemcy               | 2 (1+1)    | 24:04,9 | +1:33,5  |
| 23.     | 66  | Tora Berger                 | Norwegia             | 1 (0+1)    | 24:05,8 | +1:34,4  |
| 24.     | 13  | Kong Yingchao               | Chiny                | 1 (0+1)    | 24:07,0 | +1:35,6  |
| 25.     | 68  | Krystyna Pałka              | Polska               | 1 (0+1)    | 24:07,3 | +1:35,9  |
| 26.     | 52  | Nathalie Santer             | Włochy               | 2 (1+1)    | 24:09,5 | +1:38,1  |
| 27.     | 61  | Soňa Mihoková               | Słowacja             | 1 (0+1)    | 24:09,9 | +1:38,5  |
| 28.     | 35  | Madara Līduma               | Łotwa                | 2 (2+0)    | 24:11,0 | +1:39,6  |
| 29.     | 9   | Marcela Pavkovčeková        | Słowacja             | 0 (0+0)    | 24:11,1 | +1:39,7  |
| 30.     | 7   | Sylvie Becaert              | Francja              | 0 (0+0)    | 24:12,9 | +1:41,5  |
| 31.     | 37  | Tadeja Brankovič            | Słowenia             | 2 (1+1)    | 24:14,1 | +1:42,7  |
| 32.     | 73  | Lenka Faltusová             | Czechy               | 0 (0+0)    | 24:16,9 | +1:45,5  |
| 33.     | 22  | Ekaterina Dafowska          | Bułgaria             | 2 (0+2)    | 24:23,2 | +1:51,8  |
| 34.     | 3   | Uschi Disl                  | Niemcy               | 3 (1+2)    | 24:29,1 | +1:57,7  |
| 35.     | 32  | Rachel Steer                | Stany Zjednoczone    | 1 (1+0)    | 24:29,6 | +1:58,2  |
| 36.     | 58  | Irina Nikułczina            | Bułgaria             | 4 (2+2)    | 24:30,0 | +1:58,6  |
| 37.     | 67  | Jekatierina Iwanowa         | Białoruś             | 4 (4+0)    | 24:30,8 | +1:59,4  |
| 38.     | 72  | Anna Murínová               | Słowacja             | 1 (1+0)    | 24:32,1 | +2:00,7  |
| 39.     | 24  | Kateřina Holubcová          | Czechy               | 1 (0+1)    | 24:33,3 | +2:01,9  |
| 40.     | 39  | Gro Marit Istad-Kristiansen | Norwegia             | 1 (1+0)    | 24:34,0 | +2:02,6  |
| 41.     | 23  | Natalia Lewczenkowa         | Mołdawia             | 1 (0+1)    | 24:34,2 | +2:02,8  |
| 42.     | 71  | Ludmiła Anańka              | Białoruś             | 1 (0+1)    | 24:36,1 | +2:04,7  |
| 43.     | 55  | Zdeňka Vejnarová            | Czechy               | 2 (0+2)    | 24:46,4 | +2:15,0  |
| 44.     | 34  | Ołena Petrowa               | Białoruś             | 2 (0+2)    | 24:52,2 | +2:20,8  |
| 45.     | 51  | Alexandra Rusu              | Rumunia              | 0 (0+0)    | 24:52,5 | +2:21,1  |
| 46.     | 8   | Pawlina Filipowa            | Bułgaria             | 2 (1+1)    | 24:53,3 | +2:21,9  |
| 47.     | 21  | Eveli Saue                  | Estonia              | 1 (0+1)    | 24:55,4 | +2:24,0  |
| 48.     | 30  | Dana Plotogea               | Rumunia              | 1 (0+1)    | 25:01,7 | +2:30,3  |
| 49.     | 18  | Oksana Chwostenko           | Ukraina              | 1 (0+1)    | 25:10,1 | +2:38,7  |
| 50.     | 76  | Nina Łemesz                 | Ukraina              | 2 (2+0)    | 25:13,5 | +2:42,1  |
| 51.     | 70  | Ikuyo Tsukidate             | Japonia              | 1 (0+1)    | 25:17,0 | +2:45,6  |
| 52.     | 36  | Anna Lebiediewa             | Kazachstan           | 2 (1+1)    | 25:21,8 | +2:50,4  |
| 53.     | 75  | Katja Haller                | Włochy               | 1 (0+1)    | 25:22,6 | +2:51,2  |
| 54.     | 65  | Hou Yuxia                   | Chiny                | 5 (0+5)    | 25:25,8 | +2:54,4  |
| 55.     | 10  | Dijana Grudiček             | Słowenia             | 3 (1+2)    | 25:28,6 | +2:57,2  |
| 56.     | 80  | Magdalena Nykiel            | Polska               | 1 (1+0)    | 25:32,2 | +3:00,8  |
| 57.     | 4   | Saskia Santer               | Włochy               | 3 (2+1)    | 25:42,6 | +3:11,2  |
| 58.     | 82  | Radka Popowa                | Bułgaria             | 2 (0+2)    | 26:01,1 | +3:29,7  |
| 59.     | 83  | Andreja Mali                | Słowenia             | 3 (1+2)    | 26:02,5 | +3:31,1  |
| 60.     | 47  | Anžela Brice                | Łotwa                | 3 (0+3)    | 26:03,1 | +3:31,7  |
| 61.     | 17  | Magda Rezlerová             | Czechy               | 2 (2+0)    | 26:06,7 | +3:35,3  |
| 62.     | 40  | Zina Kocher                 | Kanada               | 4 (1+3)    | 26:11,1 | +3:39,7  |
| 63.     | 1   | Katarzyna Ponikwia          | Polska               | 1 (1+0)    | 26:17,3 | +3:45,9  |
| 64.     | 2   | Kanae Meguro                | Japonia              | 4 (3+1)    | 26:19,9 | +3:48,5  |
| 65.     | 33  | Tamami Tanaka               | Japonia              | 5 (3+2)    | 26:20,6 | +3:49,2  |
| 66.     | 53  | Sandra Keith                | Kanada               | 3 (0+3)    | 26:20,7 | +3:49,3  |
| 67.     | 26  | Emma Fowler                 | Wielka Brytania      | 0 (0+1)    | 26:22,9 | +3:51,5  |
| 68.     | 54  | Elena Gorohova              | Mołdawia             | 2 (0+2)    | 26:23,9 | +3:52,5  |
| 69.     | 74  | Tomomi Otaka                | Japonia              | 3 (1+2)    | 26:28,7 | +3:57,3  |
| 70.     | 15  | Éva Tófalvi                 | Rumunia              | 4 (1+3)    | 26:38,3 | +4:06,9  |
| 71.     | 20  | Tracy Barnes                | Stany Zjednoczone    | 2 (2+0)    | 26:47,9 | +4:16,5  |
| 72.     | 78  | Linda Savļaka               | Łotwa                | 1 (1+0)    | 26:54,6 | +4:23,2  |
| 73.     | 11  | Martine Albert              | Kanada               | 2 (0+2)    | 27:04,4 | +4:33,0  |
| 74.     | 6   | Gerda Krūmiņa               | Łotwa                | 3 (2+1)    | 27:30,5 | +4:59,1  |
| 75.     | 50  | Sarah Konrad                | Stany Zjednoczone    | 8 (4+4)    | 27:30,6 | +4:59,2  |
| 76.     | 77  | Marie Pierre Parent         | Kanada               | 2 (0+2)    | 27:31,1 | +4:59,7  |
| 77.     | 84  | Mihaela Purdea              | Rumunia              | 4 (1+3)    | 27:32,7 | +5:01,3  |
| 78.     | 5   | Aleksandra Vasiljević       | Bośnia i Hercegowina | 1 (1+0)    | 28:10,9 | +5:39,5  |
| 79.     | 16  | Petra Starčević             | Chorwacja            | 2 (2+0)    | 28:11,9 | +5:40,5  |
| 80.     | 81  | Carolyn Treacy              | Stany Zjednoczone    | 4 (1+3)    | 28:18,7 | +5:47,3  |
| 81.     | 12  | Valentina Ciurina           | Mołdawia             | 4 (2+2)    | 30:04,2 | +7:32,8  |
| 82.     | 19  | Zsófia Gottschall           | Węgry                | 6 (3+3)    | 31:09,1 | +8:37,7  |
| 83.     | 29  | Verónica Isbej              | Chile                | 4 (1+3)    | 33:52,0 | +11:20,6 |
| DNS     | 49  | Olga Pyliewa                | Rosja                | —          | —       | DNS      |